# أملاح الاستحمام (عقار)

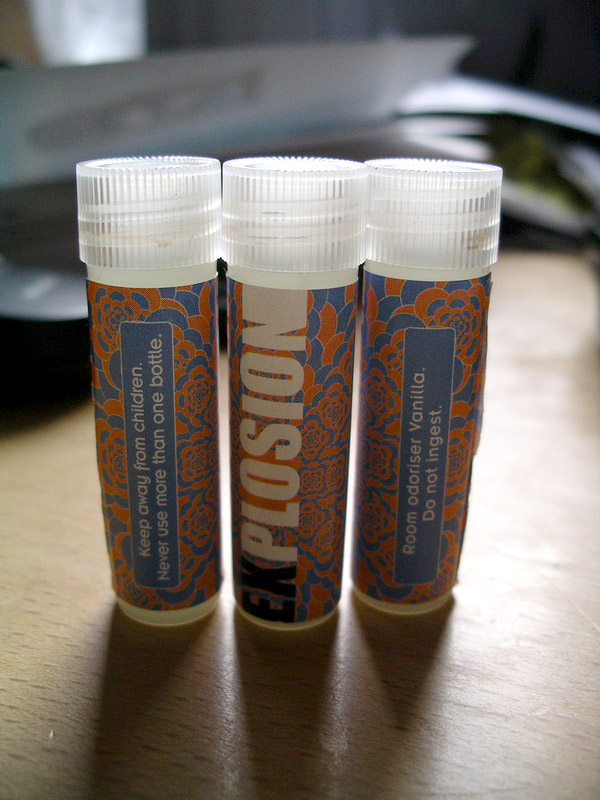

أملاح الاستحمام (بالإنجليزية: Bath salts)‏ هي أملاح ذات تأثير نفسي أو تسمى غبار القرود في المملكة المتحدة هي مجموعة من العقاقير المصممة للترفيه.
يشتق الاسم من الحالات التي تم فيها إخفاء الأدوية على أنها أملاح الإستحمام وغالبا تشبه المسحوق الأبيض والحبيبات والبلورات وغالبا تنص عبوات الأدوية على عبارة ليس للإستهلاك البشري في محاولة للتحايل على قوانين حظر المخدرات. وبالإضافة لذلك يمكن تسميتها بشكل خاطئ كأغذية نباتية ومسحوق منظف ومنتجات أخرى من هذا القبيل.

## التاريخ
ظهرت الأدوية التي تم تسويقها على أنها أملاح للإستحمام لأول مرة في السلطات الإمريكية في عم 2010 بعد تقديم تقارير لمراكز السموم الأمريكية في أوروبا تم شراء الأدوية في الغالب من مواقع الويب لكن في الولايات المتحدة 
تم بيعها بشكل رئيسي في المتاجر الصغيرة المستقلة مثل محطات الوقود والمتاجر الرئيسية كما تم بيع أملاح الإستحمام على الإنترنت بعبوات صغيرة.
تم الإبلاغ عن مئات من العقاقير المصممة أو الإرتفاعات القانونية بما في ذلك المواد الكيميائية الإصطناعية مثل الحشيش الصناعي والمواد شبه الإصطناعية مثل ميثيل هاكسانامين ارتفع عدد المكالمات إلى مراكز السموم المتعلقة بأملاح الإستحمام من 304 في عام 2010إلى 6138في عام 2011.
وفي عام 2015 بدأت بالإنخفاض إلى 522 مكالمة.

## علم العقاقير
من الناحية الدوائية تحتويأملاح الإستحمام عادة على الكاثينون أو الميثيلين ديوكسي بيرو فاريلون أو الميفيدرون ومع ذلك يختلف التركيب الكيميائي اختلافا كبيرا وقد تحتوي المنتجات التي تحمل نفس الاسم على مشتقات البيروفاليرون أو بيبرادول.
لا يعرف الا القليل جدا عن كيفية تفاعل أملاح الإستحمام مع الدماغ وكيف يتم إستقلابها من قبل الجسم يميل العلماء إلى الإعتقاد بأن املاح الإستحمام لها إمكانيات إدمانية ويمكن ان تزيد من تحمل المستخدمين وهي تشبه الأمفيتامينات من حيث أنها تسبب تأثيرات منشطة عن طريق زيادة تركيز أحادي الأمين مثل الدوبامامين والسيروتونين ونورإبينفرين في المشبك العصبي.هم بشكل عام اقل خبرة على عبور الحاجز الدموي الدماغي من الامفيتامينات بسبب وجود مجموعة بيتاكيتو تزيد من قطبية المركب.

## الاستخدام
يمكن تناول املاح الإستحمام أو شمها أو حقنها أو تدخينها. لا ينصح بالحقن بشكل خاص لأن هذه المنتجات نادرا ما تدرج المكونات ناهيك عن الجرعة أملاح الإستحمام تضر بصحة الإنسان ويمكن ان تسبب سلوكا خاطئا وهلوسة وأوهام.

### التفاعل مع الكحول
غالبا ما يتم استهلاك املاح الإستحمام بالتزامن مع الكحول.

### تأثيرات ذاتية
تأتي املاح الإستحمام أو غبار القرود في شكل مسحوق أو بلوري يمكن تدخينه أو ابتلاعه أو حقنه أو إستنشاقه تتشابه التأثيرات الذاتية MDMAأو الكوكاين ولكن بمدة 5ـ6 ساعات تتسبب كلتا المادتين في بداية سريعة للعمل في الجهاز العصبي المركزي 
غالبا لايتم استخدم غبار القرود أو املاح الإستحمام أو طعام النبات في نفس الوقت التي تستخدم فيه العقاقير ذات التأثير النفسي الكلاسيكي.
وغالبا ما تظهر على المستخدمين الذين تناولوا جرعة زائدة أعراض التحريض، الهلوسة، الهذيان، النشاط الحركي المفرط، النوبات، عدم إنتظام دقات القلب، إرتفاع ضغط الدم أو إرتفاع الحرارة.

## المشاكل الصحية
أبلغ مستخدمو ملح الإستحمام عن أعراض تشمل صداع خفقان القلب والغثيان والأصابع الباردة والهلوسة والبارانويا ونوبات الهلع. وذكرت وسائل الإعلام الإخبارية ردود فعل تشمل السلوك العنيف النوبة القلبية والفشل الكلوي والفشل الكبدي والجفاف، وانهيار أنسجة العضلات الهيكلية.

## عملية الكشف
لا يمكن أن تشم MDPV وغيرها من الكاثونينات الإصطناعية  بواسطة كلاب الكشف ولا يتم إكتشافها عن طريق فحص البول النموذجي
```
على الرغم من انه يمكن إكتشافها في البول والشعر باستخدام 
كروماتوغرافيا الغاز
 - مطياف الكتلة.
[
22
]
[
23
]
```

قد يخفي الموزعون الدواء كمواد يومية مثل الأسمدة وطارد الحشرات.